# Bresiliidae
Bresiliidae é umafamília de crustáceos decápodes marinhos pertencente à superfamília Bresilioidea, que segundo o Catalogue of Life inclui dois géneros..

## Géneros
Os géneros incluídos na família Bresiliidae permitem, utilizando a informação contida na base de dados taxonómicos Catalogue of Life, construir o seguinte cladograma:
| Bresiliidae | \| \| Lucaya \| \| \| \| \| \| Pseudocheles \| \| \| \| |
|             | \| \| Lucaya \| \| \| \| \| \| Pseudocheles \| \| \| \| |
|             | Alvinocarididae                                         |
|             |                                                         |
|             | Disciadidae                                             |
|             |                                                         |
|             | Lucaya                                                  |
|             |                                                         |
|             | Pseudocheles                                            |
|             |                                                         |

|  | Lucaya       |
|  |              |
|  | Pseudocheles |
|  |              |